# العلاقات الأرمينية الهايتية
العلاقات الأرمينية الهايتية هي العلاقات الثنائية التي تجمع بين أرمينيا وهايتي.

## مقارنة بين البلدين
هذه مقارنة عامة ومرجعية للدولتين:
| وجه المقارنة                                              | أرمينيا                    | هايتي                                |
| --------------------------------------------------------- | -------------------------- | ------------------------------------ |
| المساحة (كم2)                                             | 29.74 ألف                  | 27.75 ألف                            |
| عدد السكان (نسمة)                                         | 2.93 مليون                 | 10.98 مليون                          |
| الكثافة السكانية (ن./كم²)                                 | 98.52                      | 395.68                               |
| العاصمة                                                   | يريفان                     | بورت أو برانس                        |
| اللغة الرسمية                                             | لغة أرمنية                 | لغة فرنسية، اللغة الكريولية الهايتية |
| العملة                                                    | درام أرميني                | جوردة هايتية                         |
| الناتج المحلي الإجمالي (بليون دولار)                      | 11.54 مليار                | 8.41 مليار                           |
| الناتج المحلي الإجمالي (تعادل القوة الشرائية) بليون دولار | 25.41 مليار                | 18.82 مليار                          |
| الناتج المحلي الإجمالي الاسمي للفرد دولار أمريكي          | 3.49 ألف                   | 818                                  |
| الناتج المحلي الإجمالي للفرد دولار أمريكي                 | 8.07 ألف                   | 1.73 ألف                             |
| مؤشر التنمية البشرية                                      | 0.743                      | 0.483                                |
| رمز المكالمات الدولي                                      | +374                       | +509                                 |
| رمز الإنترنت                                              | .am، .հայ ‏                 | .ht                                  |
| المنطقة الزمنية                                           | ت ع م+04:00، توقيت أرمينيا | 00                                   |

## منظمات دولية مشتركة
يشترك البلدان في عضوية مجموعة من المنظمات الدولية، منها:
| علم المنظمة | اسم المنظمة                               | تاريخ انضمام أرمينيا | تاريخ انضمام هايتي |
| ----------- | ----------------------------------------- | -------------------- | ------------------ |
|             | مؤسسة التنمية الدولية                     | 25 أغسطس 1993        | 13 يونيو 1961      |
|             | يونسكو                                    | 9 يونيو 1992         | 18 نوفمبر 1946     |
|             | وكالة ضمان الاستثمار متعدد الأطراف        | 5 ديسمبر 1995        | 11 ديسمبر 1996     |
|             | الأمم المتحدة                             | 2 مارس 1992          | 24 أكتوبر 1945     |
|             | الاتحاد البريدي العالمي                   | ?                    | ?                  |
|             | البنك الدولي للإنشاء والتعمير             | 16 سبتمبر 1992       | 8 سبتمبر 1953      |
|             | الاتحاد الدولي للاتصالات                  | 30 يونيو 1992        | 10 أكتوبر 1927     |
|             | منظمة حظر الأسلحة الكيميائية              | ?                    | ?                  |
|             | مؤسسة التمويل الدولية                     | 18 أبريل 1995        | 20 يوليو 1956      |
|             | المركز الدولي لتسوية المنازعات الاستشارية | 16 أكتوبر 1992       | 26 نوفمبر 2009     |
|             | منظمة التجارة العالمية                    | 5 فبراير 2003        | ?                  |
|             | منظمة الشرطة الجنائية الدولية             | ?                    | ?                  |

## وصلات خارجية
- موقع وزارة الخارجية الأرمينية
- موقع وزارة الخارجية الهايتية